# Bundesstraße 51
Pour les articles homonymes, voir B51 et Route 51.
La Bundesstraße 51 (abrégé en B 51) est une Bundesstraße reliant Stuhr à la frontière française, près de Kleinblittersdorf.

## Localités traversées
- Stuhr
- Bassum
- Twistringen
- Barnstorf
- Diepholz
- Osnabrück
- Bad Iburg
- Glandorf
- Telgte
- Münster
- Bochum
- Hattingen
- Wermelskirchen
- Cologne
- Brühl
- Bad Münstereifel
- Blankenheim
- Stadtkyll
- Bitburg
- Trèves
- Konz
- Saarburg
- Mettlach
- Sarrebruck
- Kleinblittersdorf